# Antónov A-40
El Antónov A-40 «Krylia Tanka» (en ruso: крылья танка, que significa «alas de tanque») fue un intento soviético de conseguir que un tanque planease hasta el campo de batalla tras ser remolcado por un avión para apoyar a las fuerzas aerotransportadas o a los partisanos. Se construyó un prototipo y se probó en 1942, pero se constató que era inviable. Este vehículo se llama a veces A-40T o KT.

## Diseño y desarrollo

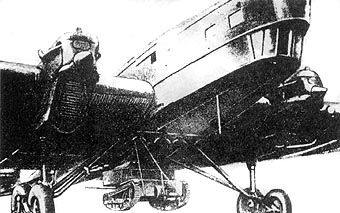
Bombardero TB-3 transportando una tanqueta T-27, 1935.

En lugar de cargar tanques ligeros en planeadores, como hacían otras naciones, las fuerzas aerotransportadas soviéticas ataban tanquetas T-27 bajo la panza de los bombarderos pesados y los descargaban en los aeródromos. Durante los años treinta, se realizaron esfuerzos experimentales para lanzar tanques en paracaídas o simplemente dejarlos caer en el agua. Durante la ocupación de Besarabia en 1940, es posible que los bombarderos TB-3 dejaran caer tanques ligeros desde unos metros de altura; siempre que la caja de cambios estuviera en punto muerto, estos salían rodando hasta detenerse.
El mayor problema de lanzar vehículos desde el aire es que, si sus tripulaciones saltan por separado, pueden llegar tarde al combate o directamente no llegar. Los planeadores permiten que las tripulaciones lleguen a la zona de lanzamiento/aterrizaje junto con sus vehículos. También minimizan la exposición del valioso avión de remolque, que no tiene por qué aparecer sobre el campo de batalla. Por ello, la Fuerza Aérea soviética le encargó a Oleg Antónov que diseñase un planeador para descargar tanques.
Antónov era más ambicioso. En lugar de construir un planeador, añadió una horquilla desmontable a un tanque ligero T-60 dotado de grandes alas de biplano de madera y tela y una cola en H. Este tanque podría planear al campo de batalla, desprenderse de sus alas y estar listo para el combate en cuestión de minutos.
En 1942 se convirtió un T-60 en un planeador, con la intención de que lo remolcase un Petliakov Pe-8 o un Túpolev TB-3. El tanque se aligeró para su uso aéreo retirándole su armamento, munición y faros, y dejando una cantidad muy limitada de combustible. Aun con estas modificaciones, el bombardero TB-3 tuvo que soltar el planeador durante su único vuelo, el 2 de septiembre de 1942, para evitar estrellarse, debido a la extrema resistencia del T-60 (aunque el tanque supuestamente planeaba sin problemas). El A-40 estaba pilotado por el famoso piloto de pruebas de planeadores soviético Serguéi Anójin. El T-60 aterrizó en un campo cercano al aeropuerto y, tras desprenderse de las alas y la cola del planeador, el piloto lo devolvió a su base. Debido a la falta de un avión lo bastante potente para remolcarlo a los 160 km/h requeridos, el proyecto se abandonó.

## Especificaciones

Antónov A-40

Referencia datos: The Osprey Encyclopedia of Russian Aircraft 1875–1995

### Características generales
- Tripulación: Dos
- Capacidad: 1x tanque T-60
- Longitud: 12,06 m
- Envergadura: 18 m
- Peso vacío: 2004 kg
- Peso cargado: 7804 kg

### Citas
1. 1 2  Winchester 2005, p. 62
2. ↑  Fernández Kuznetsov, Víctor (2011). «Proyectos especiales soviéticos. Transporte aéreo a primera línea de fuego. Antonov A-40 Krylya Tanka». Serga (71): 2-6.
3. ↑  Erard, Gabriel (26 de agosto de 2022). «Antonov A-40: el curioso "tanque alado" ruso que pudo revolucionar la Segunda Guerra Mundial». Hipertextual. Consultado el 30 de septiembre de 2022.